# Pedro de Meneses, capitão de Tânger
D. Pedro de Meneses,  (Tânger c. 1520 - perto de Tânger em 16 de junho de 1550), capitão de Tânger.

## Tânger
D. Pedro de Meneses era filho de D. Duarte, e irmão de D. João de Meneses que o precederam na capitania de Tânger.  Sucedeu a Francisco Botelho, chegando em 14 de novembro de 1548,  mas assumindo apenas o governo no dia 18 do mês seguinte. Não se sabe "a causa desse atraso, poderá sêr por alguma infirmidade ou outro impedimento, se não foi cortesia com seu antecessor. De qualquer forma, não é corrente um tal atraso." 
"Querendo assinalar-se em algum feito, foi por terra de mouros com toda a cavalaria e alguma infantaria.  (...) chegou aos campos de Benamesuar, aldeia rica (...). Os mouros não se atreveram a resistir, e só trataram, os que puderam, pôr-se em fuga. Com isto D. Pedro, sem perder um só homem, retirou-se".
"Poucos dias depois deu-se o principio da evacuação de Arzila, ordenada pelo rei D. João III (...). A maior parte dos habitantes retiraram-se para Tânger entre o 18 e o 26 de Agosto de 1549 (...) [ E ] no início do  ano seguinte de 1550, entrou em Tânger Luís de Loureiro,  que tinha governado Arzila e outras praças, com a gente de guerra que lhe ficou (...). Passando em seguida para Alcácer-Ceguer.

## Morte de D. Pedro
Nesse ano "reuniram-se cinco alcaides, com grande ostentação de forças, e penetraram os campos de Tânger. (...) Atacaram com muita fúria e muita gente. Fez-se lhe oposição e notavel dano com a artilharia, sem os nossos receber maior, que têr morrido um jovem, de acidente, e resultar dois soldados feridos.
"Pouco satisfeitos os mouros (...), em 16 de Junho do mesmo ano, tornaram a tentar a fortuna.
"Mandou o general [D. Pedro] reconhecer o campo". As atalaias foram até o rio Mogoga, mas saíram-lhes os mouros, que mataram uma delas,  Manuel de Moraes, conseguindo fugir as outras.
"Acudiu o general com muita gente ao rebate, com mais pressa e confusão que ordem e disciplina. O Adail, com alguma gente, acuidiu aos Três Faros, e arremetendo contra os mouros, mataram lhes a dois principais. Encontrando os mouros a oposição da Infantaria, retiraram-se para a Fonte de Lejos, guardada pelo general em pessoa, que ali estava para defender o gado, que a outra parte dos mouros queria levar.
"Travou-se uma grande peleja entre uns e outros, na qual D. Pedro deu grandes provas de valor e prudencia, porque não só dispoz a gente da melhor forma que pedia a falta de tempo, e sosteve o campo com número tão desigual, mas , cometendo-se ele mesmo, para dar exemplo aos outros,  derrubou muitos mouros que caíram mortos e feridos.
"Encontrou-se com um que tinha fama de valente, e foi tão forte a briga entre eles, que os dois caíram ao chão. Acudiram os nossos rapidamente para ajudar o general, uns para o levantar e outros para defendê-lo, tendo fugido o cavalo, deram-lhe  outro.  subiu nele, e dirigindo-se para os mouros que ali o estavam cercando com todas as forças, os fez retirar, fazendo caír ao chão 25, cujos cavalos foram apreendidos.
"Retirando-se a gente  para  não se empenhar mais  do que era justo, veio uma seta, de  que caiu quase morto. Recolheram-no os nossos  e entraram na cidade com a tristeza que pedia espetáculo tão lastimoso. Foi aplicado o remédio às feridas, porque, para além do que dissemos, tinha uma lançada perigoso. Não lhe valeram de nada os socorros humanos, pois ele morreu quatro dias depois, com a consolação de ser em defesa da fé e serviço de seu rei, e numa ocasião em que  saiu vitorioso.
"Alguns homens também ficaram feridos no mesmo combate, foram eles Lourenço Vaz da Veiga, Tomé Lobo, Fernando Contreiras, Manuel Rodrigues, trombeta, Luis Machado e outros, de que ninguém foi morto. Perdeu-se mais de 17 cavalos, incluindo o do general e do adail de que, neste caso, agiu com coragem e sabedoria. Deste sucesso ficou o nome da Volta de Dom Pedro. Levaram para Lisboa o seu corpo e consta por pessoa de muito crédito  que o acompanhou que a cera  que ardeu os onze dias em  picadas  no caminho, não diminuiu nada de seu peso, sinal certo que Deus quiz mostrar o prêmio que tem reservado para aqueles que perdem suas vidas em defesa de sua fé. Pela morte de D. Pedro de Meneses foi eleito para governar a guerra contra o João Álvares de Azevedo, que servia como contador. Á viúva de D. Pedro foi mantido todo o cuidado, devido à sua posição. Aos poucos dias foi-se para o Reino, acompanhada de seus familiares.."
Bernardo Rodrigues, nos seus Anais de Arzila diz que foi cide Abalualecorese quem matou Dom Pedro : "cide Abalualecorese, que durou a ser alcaide até o despejo de Arzila, e despejada lh'a dérão, e a quis antes que Alcacere, e, sendo alcaide dela, matou Dom Pedro de Meneses, filho de Dom Duarte de Meneses, capitão de Tanjere, e depois desbaratou e matou Luís de Loureiro e a Luís da Silva, capitão de Tânger, como em seu tempo se dirá."

## Seinal
Em 25 de Julho de 1549, tinha-se encontrado com D. Pedro Mascarenhas, que tinha sido enviado pelo rei  para fortificar a cidade e vêr o Seinal em construção, e vêr as resoluções que se devia tomar. Chegaram os dois ao Seinal em 7 de Agosto, onde foram recebidos por D. Afonso de Noronha. E juntos  com D. Bernardino de Mendonça, foram em galés visitar alguns portos para edificação duma fortaleza : o de Santa Cruz, e o do Pé da Rocha, onde desembarcaram para subir ao "forte do Seinal & reconhecendo-o por dentro & por fora, & as baterias que poderia ter, (...) etc. concordarão todos que em qualquer parte que se fizesse era obra assaz custosa, & de mais perigo que proveito, por muitas razões de que huma de muita força era que se não podia fazer fundamento de outra agua para serviço da fortaleza senão da que se recolhese da chuva em cisternas, ou da que se pudesse ter em pipas." Por isso o projeto foi abandonado.

## Descendencia
Casou com sua prima D. Branca de Vilhena, filha de Dom Henrique de Meneses, de quem teve três filhos :
- D. Duarte de Menezes (c. 1550);
- D. Joana de Vilhena (c. 1540) que casou com  Rui Gonçalves da Câmara;
- D. Brites de Menezes, que casou com  Rui Nunes Barreto.